# Білицький літературно-меморіальний музей Мате Залки
Білицький літературно-меморіальний музей Мате Залки — колишній музей у смт Білики, Кобеляцький район, Полтавська область, що був присвячений угорському та радянському військовому діячу Мате Залка (справжнє ім'я Белла Франкль), що брав участь у більшовицькому завоюванні України.
Функціонував з 1976 до 2016 р.

## Історія
У 1961 р. в Білицькій середній школі № 3, її директором, О. Ф. Калашником, було створено тематичний «Куточок героя», присвячений Мате Залка. Багато сторінок біографії Мате Залки тісно пов'язано з Україною. Сюди він потрапив уперше, коли Україна була втягнута у громадянську війну; у село Білики Кобеляцького району Полтавської області приїздив потім майже щоліта починаючи з 1928 року.

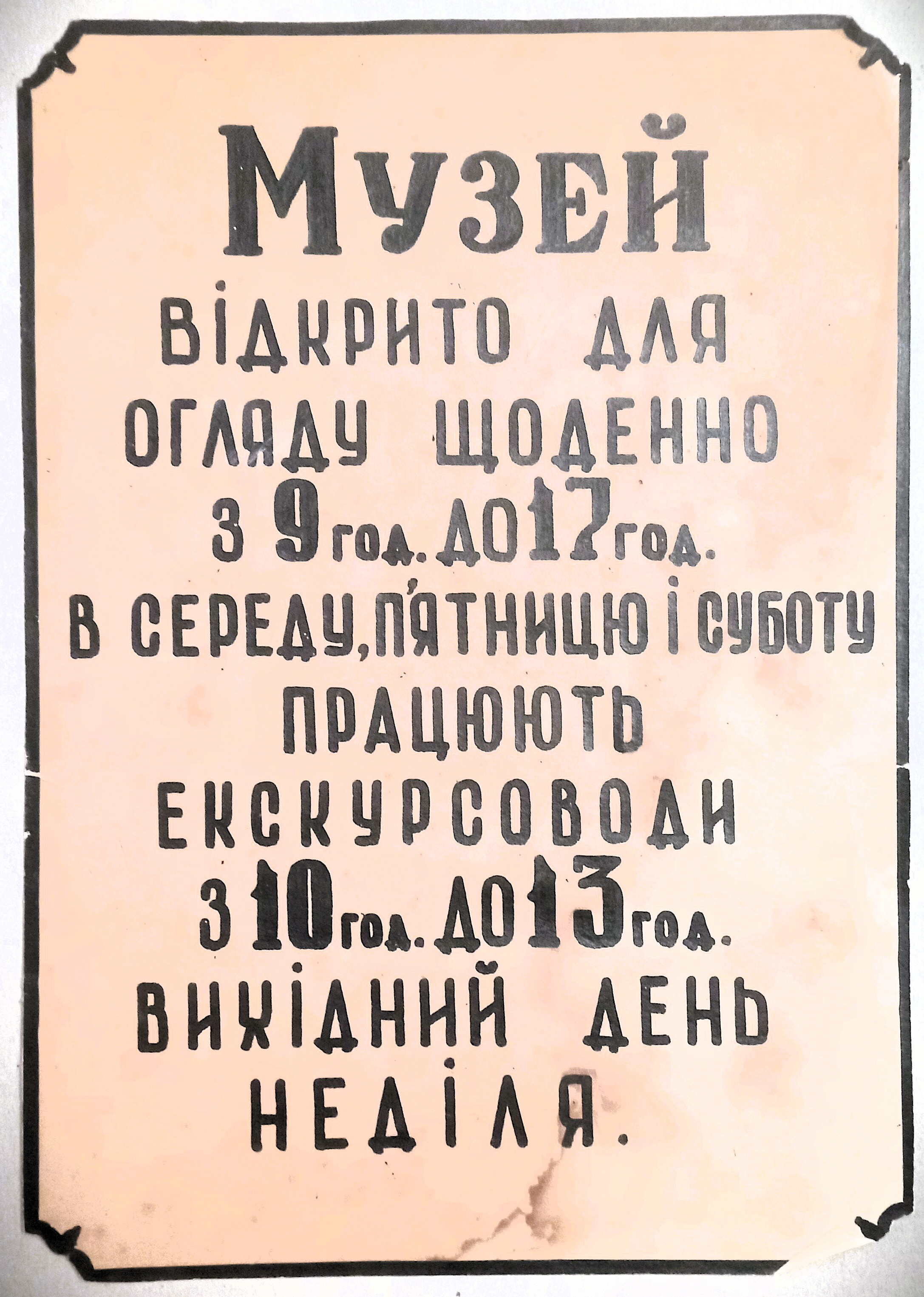
Розклад роботи Літературно-меморіального музею в 1970-х рр. (фонди Білицького краєзнавчого музею)

У 1976 р., з ініціативи доньки письменника, Наталії Матвіївни Залка, музей отримує статус державного (3 травня). Тоді ж установу відкривають у окремому, щойно збудованому будинку. В організації музею письменника-інтернаціоналіста місцевим ентузіастам допомагали творчі установи, наукові та культурно-освітні заклади, літературознавці, численні прихильники таланту Мате Залки і його друзі. Меморії і речі передали музею дружина та дочка письменника.
У 2005 р. Білицький літературно-меморіальний музей Мате Залки переводять у приміщення Білицького народного музею історії та художньо-ужиткового мистецтва. Там колишня музейна експозиція зайняла одну кімнату. У 2016 р. музей було переіменовано на Кобеляцький районний краєзнавчий музей.
У 2021 р. обидва музеї було реорганізовано в Білицький краєзнавчий музей.

## Фонди і експозиція музею
У музеї зібрані особисті речі Мате Залки, килим і меблі з його московської квартири і ті, що збереглися у Біликах. Зберігаються книги з особистої бібліотеки Мате Залки з його автографами та помітками. Є в музеї стіл, за яким письменник створював свої книги.

## Директори музею
- Біловод Іван Андрійович, 1976—2003 р.;
- Кобченко Наталія Григорівна, 2003—2016 р.;

### Кобеляцького районного краєзнавчого музею
- Кобченко Наталія Григорівна, 2016—2020 р.;
- Калашник Євгеній Станіславович, лис.2020 — бер.2021 р.